# Dương Tử (diễn viên)
Dương Tử (phồn thể: 楊紫, giản thể: 杨紫, sinh ngày 6 tháng 11 năm 1992) là một nữ diễn viên nổi tiếng người Trung Quốc.  
Đầu tháng 9/2016 Dương Tử được Tuần san giải trí Nam Đô bình chọn là 1 trong 4 tứ tiểu hoa đán thế hệ 9x (cùng với Châu Đông Vũ, Quan Hiểu Đồng, Trịnh Sảng), cuộc bình chọn của Tuần san Nam Đô được đánh giá có chất lượng và uy tín hàng đầu Trung Quốc (cuộc bình chọn của Tuần san Nam Đô diễn ra 4 năm 1 lần).
Dương Tử vốn là một sao nhí nổi tiếng Trung Quốc, được chú ý với vai Hạ Tuyết trong bộ phim truyền hình Nhà có trai có gái. Sau này được công nhận hơn qua các vai diễn Hồ Tương Tương trong phim Chiến Trường Sa, Cẩm Mịch trong Hương mật tựa khói sương, Đồng Niên trong Thân ái, nhiệt ái và Khưu Oánh Oánh trong Hoan Lạc Tụng.

## Tiểu sử
Dương Tử sinh ra tại quận Phòng Sơn, Bắc Kinh, Trung Quốc với tên khai sinh là Dương Ni Áo (tiếng Trung: 杨旎奥, bính âm: Yáng Nǐào). Cha cô là ông Dương Vân Phi, một lính cứu hỏa, người làm công việc cứu hộ khẩn cấp và cứu trợ thảm họa. Mẹ cô là bà Mã Hải Yến. Ngay từ khi còn nhỏ, cha mẹ Dương Tử đã đi cùng cô đến nhiều buổi thử giọng khác nhau vì tình yêu của cô với diễn xuất. Cô có được vai chính đầu tiên trong sự nghiệp khi mới 6 tuổi. Dương Tử học tại trường tiểu học Hưng Thành Bắc Kinh ở quận Phòng Sơn và trường trung học số 55 Bắc Kinh ở quận Đông Thành. Năm 2010, cô được nhận vào Học viện Điện ảnh Bắc Kinh.

## Sự nghiệp diễn xuất
Dương Tử bắt đầu sự nghiệp diễn từ năm 1997 nhưng chỉ trong vai trò quần chúng. Mãi đến năm 2003, Dương Tử thủ vai Đổng Ngạc Phi lúc nhỏ trong Hiếu Trang bí sử, cùng với Ninh Tịnh và Mã Cảnh Đào. Sau đó, Dương Tử đã tham gia phim Nhật ký nữ sinh, nhờ đó mà cô ấy nhận được đề cử ở giải thưởng Đồng Ngưu.
Năm 2005, Dương Tử tham gia đóng vai chính trong bộ phim Nhà có trai có gái với vai diễn Hạ Tuyết cùng các diễn viên Tống Đan Đan, Cao Á Lân, Trương Nhất Sơn, Vưu Hạo Nhiên. Bộ phim đạt vị trí số một về thứ hạng khi phát sóng tại Trung Quốc và trở thành tuổi thơ lớn lên cùng nhiều trẻ em Trung Quốc (là lí giải tại sao nhiều người nổi tiếng Trung Quốc có câu nói "Tôi xem phim của Dương lão sư mà trưởng thành" khi nhắc về Dương Tử).
Năm 2010, bộ phim cuối cùng Dương Tử tham gia diễn xuất trước khi bước vào đại học Hạnh phúc đến gõ cửa đã lọt top các bộ phim có rating cao nhất trên sóng CCTV.
Trong năm 2013, bộ phim 'Không phải hoa, không phải sương' của Quỳnh Dao mà Dương Tử góp mặt trở thành phim ăn khách nhất Trung Quốc.
Năm 2014, Dương Tử hợp tác với team đạo diễn Khổng Sênh, cùng với Hoắc Kiến Hoa đảm nhận vai nữ chính Hồ Tương Tương trong bộ phim chiến tranh Chiến Trường Sa"
Năm 2015, cô nhận vai nữ chính Ngô Nhược Vân trong bộ phim Đại Ương Ca.
Tháng 12 năm 2015, cô chính thức nhận vai Lục Tuyết Kỳ trong bộ phim Thanh Vân Chí.
Năm 2016, Dương Tử ký hợp đồng với công ty giải trí Hoan Thụy Thế Kỷ đồng thời trở thành cái tên hot nhờ vai diễn Khưu Oánh Oánh trong Hoan Lạc Tụng.
Đầu tháng 9 năm 2016, Dương Tử trở thành một trong Tứ tiểu hoa đán thế hệ 9x do Tuần san Giải trí Nam Đô tổ chức. Cuộc bình chọn có sự tham gia của 1,73 triệu cư dân mạng cùng 101 phóng viên, nhân vật hoạt động trong làng giải trí với số phiếu theo tỷ lệ tương ứng 30% và 70%.
Năm 2018, Dương Tử hợp tác với Đặng Luân trong phim Hương mật tựa khói sương, bộ phim gây tiếng vang lớn, là một trong một trong những bộ phim Hoa ngữ thành công nhất năm.
Năm 2019, Dương Tử tiếp tục gây bùng nổ mùa hè với tác phẩm Thân ái, nhiệt ái cùng nam diễn viên Lý Hiện.
Các tác phẩm đó giúp Dương Tử đạt n°1 trong bảng xếp hạng top 30 diễn viên thống trị màn ảnh năm 2019 do Sina bầu chọn.
Năm 2023 và 2024, Dương Tử tham gia bộ phim tiên hiệp Trường Tương Tư cùng với Trương Vãn Ý, Đặng Vi, Đàn Kiện Thứ, Vương Hoằng Nghị,...Trong phim cô vào vai Hạo Linh Cửu Dao/Tiểu Yêu/Văn Tiểu Lục, Tiểu Yêu là con gái của Xích Thần và Tây Lăng Hành, sau này đổi tên thành Văn Tiểu Lục. 

## Danh sách phim

### Phim truyền hình
| TT  | Năm            | Tên                                      | Tên tiếng Trung    | Bạn diễn                                                                                         | Vai diễn                               | Vai trò       | Kênh phát sóng                                               |
| 001 | 2001           | Danh gia vọng tộc 2                      | 大宅门 2           | Tư Cầm Cao Oa, Trần Bảo Quốc, Lưu Bội Kỳ, Hà Trại Phi                                            | Bé gái bán táo                         | cameo         | CCTV                                                         |
| 002 | 2002           | Dũng cảm đối diện                        | 勇敢面对           |                                                                                                  | Linh Tử                                |               |                                                              |
| 003 | 2002           | Đảng viên Mã đại tỷ                      | 党员马大姐         | Cai Ming, Yu Meng, Li Jian Hua                                                                   | Tiểu Tường                             | cameo         |                                                              |
| 004 |                | Như thử xuất sơn                         | 如此出山           | Liu Jinshan, Feng Yuan Zheng, Yue Xiu Qing                                                       | Châu Quỳnh                             | Vai phụ       |                                                              |
| 005 | 2003           | Hiếu Trang bí sử                         | 孝庄秘史           | Lưu Đức Khải, Hà Trại Phi, Mã Cảnh Đào, Ninh Tịnh, Hứa Hoàn Sơn                                  | Đổng Ngạc Phi (lúc nhỏ)                | Vai phụ       |                                                              |
| 006 | 2003           | Thiếu niên Khang Hy                      | 少年康熙           | Đặng Siêu, Phan Hồng, Diêu Thiên Vũ, Lưu Viên Viên, Lý Kiến Nghĩa, Đặng Lập Dân                  | Băng Nguyệt (lúc nhỏ)                  | Vai phụ       |                                                              |
| 007 | 2004           | Hiện trường vụ án                        | 案发现场           | Vương Chí Phi, Yan Shi Kui                                                                       | Tôn Hồng Duyệt                         | Vai phụ       |                                                              |
| 008 | 2004           | Hồ sơ gia đình                           | 家庭档案           | Li Ting, Tùng San, Shi Ke, 刘冠军                                                                | Gia Kiều Kiều                          | Vai phụ       |                                                              |
| 009 | 2005           | Nhà có trai có gái                       | 家有儿女           | Tống Đan Đan, Cao Á Lân, Trương Nhất Sơn, Vưu Hạo Nhiên                                          | Hạ Tiểu Tuyết                          | Vai chính     |                                                              |
| 010 | 2005           | Duyên phận                               | 缘分               |                                                                                                  | Ngụy Tư Thần                           |               |                                                              |
| 011 | 2006           | Nhà có trai có gái 2                     | 家有儿女 2         | Tống Đan Đan, Cao Á Lân, Trương Nhất Sơn, Vưu Hạo Nhiên                                          | Hạ Tuyết                               | Vai chính     |                                                              |
| 012 | 2006           | Vô hạn sinh cơ                           | 无限生机           | Wang Qian, Liu Jun, Wang Ting, Sui Lan                                                           | Minh Na                                | khách mời     |                                                              |
| 013 | 2006           | Lớn lên không dễ dàng                    | 长大不容易         | 郭旭新, Diêm Ni, Xiao Xiong, Mao Hai                                                             | Thư Hân                                | Vai phụ       |                                                              |
| 014 | 2007           | Năm tháng ngây thơ                       | 纯真岁月           | Tao Hong, He Zheng Jun, Wu Jing An                                                               | Mạch Tư Đan                            | Vai phụ       | Đài Giang Tô                                                 |
| 015 | 2007           | Ấm áp                                    | 温暖               |                                                                                                  | Triệu Xuân                             |               |                                                              |
| 016 | 2008           | Cuộc sống thật tốt                       | 活着, 真好         | Quy Á Lôi, Ding Jia Li, Wang Jing Hua, Liang Jing, Guan Zong Xiang                               | Trần Hoàn                              | Vai phụ       |                                                              |
| 017 | 2008           | Kho báu                                  | 珍宝               |                                                                                                  | Bối Lạp                                |               |                                                              |
| 018 | 2008           | Vũ đài thanh xuân                        | 青春舞台           | Hàn Canh, Trương Tuấn Ninh, Huỳnh Dịch                                                           | Lưu bí thư                             | Cameo         |                                                              |
| 017 | 2008           | Về nhà                                   | 回家               | Diêm Ni, Zhou Xiao Nin                                                                           | Chu Du Du                              |               |                                                              |
| 020 | 2009           | Nữ hài xung xung xung                    | 女孩冲冲冲         | Tỉnh Bách Nhiên, Dương Tử (1975), Huỳnh Thánh Y                                                  | Tôn Quyền                              | Vai chính     |                                                              |
| 021 | 2009           | Vịnh lãng mạn                            |                    |                                                                                                  | Hinh Điền Xuân Tử                      |               |                                                              |
| 022 | 2009           | Không muốn trưởng thành                  | 不想长大           | Leng Ruo Meng, Gabriel Wong, Trương Nhất Sơn, Chen Long He                                       | Cô giáo Tĩnh                           | Vai phụ       |                                                              |
| 023 | 2010           | Ngô Thừa Ân và Tây du ký                 | 吴承恩与西游记     | Lục Tiểu Linh Đồng, Trì Trọng Thụy, Mã Đức Hoa                                                   | Diệp Vân (thiếu niên)                  | Vai phụ       |                                                              |
| 024 | 2010           | Nhật ký nam sinh                         | 男生日记           | Mã Khả, Lục Hổ, Cheng Xing, Cui Bin Bin                                                          | Nhiễm Đông Dương                       | Vai phụ       |                                                              |
| 025 | 2011           | Hạnh phúc đến gõ cửa                     | 幸福来敲门         | Sun Chun, Cao Cui Fen, Liu Li Li, Tưởng Văn Lệ, Lin Yong Jian, Chen Chuang, Fan Ming, Luo Jia Qi | Tống Chinh                             | Vai phụ       | CCTV                                                         |
| 026 | 2012           | Tâm thuật                                | 心术               | Ngô Tú Ba, Hải Thanh, Trương Gia Dịch, Vivi Wang                                                 | Trương Hiểu Lôi                        | Vai phụ       |                                                              |
| 027 | 2013           | Lão ba về nhà                            | 老爸回家           | Trương Nhất Sơn, Trương Tử Phong, Liu Wei                                                        | Lâm Nhiên Nhiên                        | Vai chính     |                                                              |
| 028 | 2013           | Yên Chi bá vương                         | 胭脂霸王           | Jo Hyun Jae, Wang Jin Duo                                                                        | Lôi Nhi                                | Vai chính     | Đài Hồ Nam                                                   |
| 029 | 2013           | Không phải hoa, chẳng phải sương         | 花非花雾非雾       | Lý Thạnh, Trương Duệ, Joo Jin Mo, Lâm Tâm Như, Đặng Luân, Vạn Thiến                              | Bạch Mộng Hoa                          | Vai thứ chính | Đài Hồ Nam                                                   |
| 030 | 2014           | Chiến Trường Sa                          | 战长沙             | Hoắc Kiến Hoa, Ngưu Tuấn Phong, Tả Tiểu Thanh                                                    | Hồ Tương Tương                         | Vai chính     | CCTV-8                                                       |
| 031 | 2015           | Thiên sinh yếu hoàn mỹ                   | 天生要完美         | Vạn Thiến, Chu Á Văn, Lý Giai Hàng                                                               | An Tiểu Huệ                            | Vai thứ chính | CCTV                                                         |
| 032 | 2015           | Đại ương ca                              | 大秧歌             | Dương Chí Cương, Wang Kui Rong                                                                   | Ngô Nhược Vân                          | Vai chính     | Đài Thượng Hải, đài Giang Tô, đài Thiên Tân, đài Đông Phương |
| 033 | 2015           | Linh hồn qua sông 2                      | 灵魂摆渡 2         | Liu Zhi Yang, Yu Yi, Xiao Yin                                                                    | Văn Tú                                 | vai phụ       | IQIYI                                                        |
| 034 | 2016           | Hoan Lạc Tụng                            | 欢乐颂             | Lưu Đào, Tưởng Hân, Vương Tử Văn, Kiều Hân                                                       | Khưu Oánh Oánh                         | Vai chính     | Đài Chiết Giang, đài Đông Phương                             |
| 035 | 2016           | Đại giá phong thượng                     | 大嫁风尚           | Kiều Chấn Vũ                                                                                     | Hạ Nhiên                               | Vai chính     | Đài Hồ Bắc, WeTV                                             |
| 036 | 2016           | Thanh Vân Chí                            | 青云志             | Lý Dịch Phong, Triệu Lệ Dĩnh, Tần Tuấn Kiệt, Thành Nghị                                          | Lục Tuyết Kỳ                           | Vai thứ chính | Đài Hồ Nam                                                   |
| 037 | 2017           | Long châu truyền kỳ                      | 龙珠传奇之无间道   | Tần Tuấn Kiệt, Thư Sướng, Mao Tử Tuấn, Hàn Thừa Vũ                                               | Lý Dịch Hoan                           | Vai chính     | Đài Bắc Kinh, đài An Huy                                     |
| 038 | 2017           | Hoan lạc tụng 2                          | 欢乐颂 2           | Lưu Đào, Tưởng Hân, Vương Tử Văn, Kiều Hân                                                       | Khưu Oánh Oánh                         | Vai chính     | Đài Chiết Giang, đài Đông Phương                             |
| 039 | 2018           | Sổ tay phụ nữ Bắc Kinh                   | 北京女子图鉴       | Thích Vy                                                                                         | Miêu Miêu                              | Khách mời     | Youku                                                        |
| 040 | 2018           | Thiên Kê chi Bạch Xà truyền thuyết       | 天乩之白蛇传说     | Nhậm Gia Luân, Mao Tử Tuấn, Lý Mạn                                                               | Bạch Yêu Yêu                           | Vai chính     | IQIYI                                                        |
| 041 | 2018           | Hương Mật Tựa Khói Sương                 | 香蜜沉沉烬如霜     | Đặng Luân, La Vân Hi                                                                             | Cẩm Mịch                               | Vai chính     | Đài Giang Tô                                                 |
| 042 | 2019           | Thân ái, nhiệt ái (Cá mực hầm mật)       | 亲爱的，热爱的     | Lý Hiện                                                                                          | Đồng Niên                              | Vai chính     | Đài Chiết Giang, đài Đông Phương, IQIYI, WeTV                |
| 043 | 2019           | Chàng Trai Mạc Cách Ly Của Tôi           | 我的莫格利男孩     | Mã Thiên Vũ                                                                                      | Lăng Hy                                | Vai chính     | IQIYI                                                        |
| 044 | 2021           | Thân ái, chí ái                          | 我的时代, 你的时代 | Hồ Nhất Thiên, Lý Nhất Đồng                                                                      | Đồng Niên                              | Khách mời     | IQIYI, WeTV                                                  |
| 045 | 2021           | Nữ Bác Sĩ Tâm Lý                         | 女心理师           | Tỉnh Bách Nhiên                                                                                  | Hạ Đốn                                 | Vai chính     | Youku                                                        |
| 046 | 2022           | Quãng đời còn lại xin chỉ giáo nhiều hơn | 余生, 请多指教     | Tiêu Chiến                                                                                       | Lâm Chi Hiệu                           | Vai chính     | Đài Hồ Nam, WeTV                                             |
| 047 | 2022           | Trầm Vụn Hương Phai                      | 沉香如屑           | Thành Nghị, Trương Duệ                                                                           | Nhan Đàm                               | Vai chính     | Youku                                                        |
| 048 | 2023           | Trường Tương Tư                          | 长相思             | Trương Vãn Ý, Đặng Vi, Đàn Kiện Thứ, Vương Hoằng Nghị                                            | Văn Tiểu Lục/Tiểu Yêu/Hạo Linh Cửu Dao | Vai chính     | Tencent                                                      |
| 049 | 2024           | Mãi Mãi Muốn Yêu                         | 要久久爱𝟭𝟵𝟵爱      | Phạm Thừa Thừa                                                                                   | Hoàng Doanh Tử                         | Vai chính     |                                                              |
| 050 | 2024           | Thừa Hoan Ký                             | 承欢记             | Hứa Khải                                                                                         | Mạch Thừa Hoàn                         | Vai chính     |                                                              |
| 052 | 2025           | Quốc Sắc Phương Hoa                      | 国色芳华           | Lý Hiện (diễn viên)                                                                              | Hà Duy Phương                          | Vai chính     | MangoTV                                                      |
| 051 | Chưa phát sóng | Thanh Trâm Hành                          | 青簪行             | Ngô Diệc Phàm                                                                                    | Hoàng Tử Hà                            | Vai chính     |                                                              |

### Phim điện ảnh
| TT  | Năm            | Tựa đề                                                 | Bạn diễn                                         | Vai diễn                | Vai trò             |
| 001 | 2003           | Cảnh sát hữu ước 警察有约\|\|                          | Hạ Vũ, Jing Liang                                | Tam Thuận (thời thơ ấu) | Cameo               |
| 002 | 2004           | Lão Phí 老费                                           |                                                  | Tiểu Lan                |                     |
| 003 | 2004           | Nhất trương lão xướng phiến                            |                                                  | Tiểu thư Hạng Vân       |                     |
| 004 | 2004           | Sinh mệnh 生命                                         |                                                  | Hàn Oánh                |                     |
| 005 | 2004           | Người cha muốn ly hôn 爸爸要离婚                       |                                                  | Kiều Kiều               |                     |
| 006 | 2004           | Thiếu nữ Mục Nhiên 少女穆然                            | Zhang Yan Min, Lưu Bội Kỳ, Zhang Ying, Xiong Wei | Hạ Lan                  | Cameo               |
| 007 | 2005           | Nhật ký nữ sinh 女生日记                               | Hà Cảnh, Chen Ying                               | Nhiễm Đông Dương        | Vai chính           |
| 008 | 2007           | Tối hậu đích phân phương 最后的芬芳                    | Xu Shiteng                                       | Đa Luân                 | Vai chính           |
| 009 | 2008           | Tôi là người hâm mộ 我是粉丝                           | Wang Jia Ning, Zhao Yi Wei                       | Kiều Tiểu Kiều          | Vai chính           |
| 010 | 2009           | Nam sinh nữ sinh 男生女生                              | Mã Khả, Phan Việt Minh, Lưu Dịch Quân            | Nhiễm Đông Dương        | Vai chính           |
| 011 | 2010           | Tiểu đề đại tác 小题大做                               | Ju Hao, Ling Lin, Sa Dật, Jiang Chao             | Thạch Tiểu Đào          | Vai phụ             |
| 012 | 2010           | Tam ban ngũ ban 三班五班                               | Lu Hu, Cui Binbin, Mã Khả, Phan Việt Minh        | Nhiễm Đông Dương        | Khách mời           |
| 013 | 2010           | Điệp huyết cô thành 喋血孤城                           | Lữ Lương Vĩ, An Dĩ Hiên, Viên Văn Khang          | Đào Nhi                 | Vai phụ             |
| 014 | 2012           | Cuộc gọi của mẹ 妈妈的呼唤                             | Li Han Jun                                       | Xảo Ni                  | Vai chính           |
| 015 | 2012           | Thủ chu nhân 守株人                                    | Lạc Đạt Hoa, Mark Du, Lâm Tuyết                  | Giai Giai               | Vai chính           |
| 016 | 2014           | Đấu trà 斗茶                                           | Jack Tu, Rrmea Yina                              | Tạ Tiểu Hương           | Vai chính           |
| 017 | 2015           | Thời gian đi đâu rồi 时间都去哪了                      | Quách Phẩm Siêu, Tiêu Ân Tuấn                    | Lâm Vũ Đồng             | Vai chính           |
| 018 | 2016           | Kế hoạch đại náo Los Angeles 洛杉矶捣蛋计划            | Hạ Vũ                                            | Vương Ny Na             | Vai phụ             |
| 019 | 2016           | Tiếng gọi tình yêu giữa lòng thế giới 在世界中心呼唤爱 | Trương Tuệ Văn, Âu Hào                           | Hạ Diệp                 | Vai thứ chính       |
| 020 | 2017           | Hợp đồng hôn nhân 一纸婚约                             | Zhang Hui, Liu Xi Yang, Quan Hiểu Đồng           | Lâm Lâm                 | Vai phụ             |
| 021 | 2018           | Nhân chứng thầm lặng 沉默的证人                        | Nhậm Hiền Tề, Trương Gia Huy, Phùng Gia Di       | Kiều Lâm                | Vai chính           |
| 022 | 2019           | Liệt hỏa anh hùng 烈火英雄                             | Huỳnh Hiểu Minh, Đỗ Giang, Đàm Trác              | Vương Lộ                | Vai phụ             |
| 023 | 2020           | Tôi và quê hương của tôi 我和我的家乡                  | Hoàng Bột, Lưu Hạo Nhiên, Đặng Siêu, Thẩm Đằng   | Khương Tử Nha           | Khách mời           |
| 024 | 2020           | Xích hồ thư sinh 赤狐书生                              | Lý Hiện, Trần Lập Nông                           | Bộc Quang của Xích Hồ   | Lồng tiếng          |
| 025 | Chờ công chiếu | Liệp độc                                               | Vương Thiên Nguyên, Thượng Ngữ Hiền, Lưu Mẫn Đào | Lạc Giai                | Vai chính (phiên 1) |

### Truyền hình độc thoại
| STT | Năm phát sóng | Phim                                          | Đạo diễn | Vai diễn | Ghi chú                      | Kênh phát sóng |
| 1   | 2020          | Lắng nghe cô ấy nói (听见她说 - Hear her say) | Triệu Vy | Tiểu Vũ  | Khách mời tập 2 "Cầu Nguyện" | WeTV           |

## Âm nhạc

### Single
| Năm  | Tựa đề                                   | Tiếng Trung      | Ost phim                                      | Thể hiện cùng                              |
| 2008 | Dắt tay năm vòng                         | 牵手五环         | Thế vận hội 2008 Olympic Bắc Kinh             |                                            |
| 2009 | Mỗi ngày lớn lên một chút                | 每天长大一点点   | Không muốn trưởng thành                       |                                            |
| 2010 | Vui vẻ một chút                          | 乐活一下         | Nhà có trai có gái                            |                                            |
| 2012 | Đống đổ nát yên tĩnh                     | 寂静的瓦砾       | Thủ chu nhân                                  |                                            |
| 2013 | Yên Chi nở hoa                           | 胭脂花开         | Yên Chi bá vương                              |                                            |
| 2014 | Anh sẽ mãi nhớ em                        | 我会记得你       | Chiến Trường Sa                               | Hoắc Kiến Hoa                              |
| 2016 | Open than fowers                         | 开的比花香       | Hoan lạc tụng                                 |                                            |
| 2016 | Luôn có hạnh phúc đợi bạn                | 总有幸福在等你   | Hoan lạc tụng                                 | Lưu Đào, Tưởng Hân, Vương Tử Văn, Kiều Hân |
| 2016 | Nếu chỉ như lần đầu gặp gỡ               | 若只如初见       | Thanh vân chí                                 |                                            |
| 2017 | Kung Fu yoga                             | 功夫瑜伽         | Kung Fu yoga (nhạc nền)                       | Thành Long, Trương Nhất Sơn                |
| 2017 | Giun đất                                 | 蚯蚓             | Hoan lạc tụng 2                               |                                            |
| 2017 | Chúng ta                                 | 我们             | Hoan lạc tụng 2                               | Lưu Đào, Tưởng Hân, Vương Tử Văn, Kiều Hân |
| 2018 | Mấy kiếp hoan lạc                        | 几生欢           | Thiên Kê chi Bạch Xà truyền thuyết            |                                            |
| 2018 | Thiên địa vô sương                       | 天地无霜         | Hương mật tựa khói sương                      | Đặng Luân                                  |
| 2018 | Tình sương                               | 情霜             | Hương mật tựa khói sương                      |                                            |
| 2019 | Bánh mì sữa bò                           | 牛奶面包         | Thân ái, nhiệt ái                             |                                            |
| 2019 | Phá vỡ sự im lặng                        | 打破沉默         | Nhân chứng thầm lặng                          |                                            |
| 2019 | Đêm có gió thổi                          | 有风的夜晚       | Chàng trai Mạc Cách Ly của tôi                |                                            |
| 2022 | Quãng đời còn lại xin chỉ giáo nhiều hơn | 余生请多指教     | Quãng đời còn lại xin được chỉ giáo nhiều hơn | Tiêu Chiến                                 |
| 2022 | Một người thích một người                | 一个人喜欢一个人 | Quãng đời còn lại xin được chỉ giáo nhiều hơn |                                            |
| 2022 | Vọng Thần                                |                  | Trầm Vụn Hương Phai                           |                                            |

## Show
| Năm  | Tên show                             | Vai trò                      | Thành viên cố định và khách mời cùng tập |
| 2013 | Happy Camp                           | Khách mời                    | Main host: Hà Cảnh, Tạ Na, Lý Duy Gia, Ngô Hân, Đỗ Hải Đào; Guest: Lý Thạnh, Trương Duệ, Đặng Luân, Dương Tử                                                                  |
| 2015 | Chị gái đẹp hơn hoa (Bản Trung Quốc) | Thành viên cố định từ tập 12 | Main host: Hề Mỹ Quyên, Vương Lâm, Từ Phàm, Lâm Chí Linh, Mã Thiên Vũ, Lý Trị Đình, Tống Thiến, Dương Tử                                                                      |
| 2015 | Gameshow Magic 20150121              | Khách mời                    | Guest: Lý Duy Gia, Trương Duy Uy, Trương Học Hằng, Trương Nhất Sơn, Dương Tử, Thịnh Quan Sâm, Tô Lai Đề, Khai Tân Ngạo                                                        |
| 2015 | Bazaar Star Show                     | Khách mời                    | Guest: Mã Khả, Dương Tử |
| 2016 | Ơn giời, cậu đây rồi!                | Khách mời                    | Guest: Dương Tử |
| 2016 | Happy Camp                           | Khách mời ngày 25 tháng 6    | Main host: Hà Cảnh, Tạ Na, Lý Duy Gia, Ngô Hân, Đỗ Hải Đào; Guest: Quách Phú Thành, Dương Mịch, Tưởng Hân, Dương Tử, Bành Vu Yến, Lý Khê Nhuế, Châu Bút Sướng, Dương Hựu Ninh |
| 2016 | Happy Camp                           | Khách mời ngày 27 tháng 8    | Main host: Hà Cảnh, Tạ Na, Lý Duy Gia, Ngô Hân, Đỗ Hải Đào; Guest: Lý Dịch Phong, Tần Tuấn Kiệt, Dương Tử, Thành Nghị, Đường Nghệ Hân                                         |
| 2017 | Quán trọ thân thương mùa 1           | Khách mời tập 5,6,7          | Main host: Lưu Đào, Vương Kha; Regular member: Trần Tường, Hám Thanh Tử, Ji Ling Chen; Guest: Dương Tử                                                                        |
| 2017 | Happy Camp                           | Khách mời ngày 25 tháng 7    | Main host: Hà Cảnh, Tạ Na, Lý Duy Gia, Ngô Hân, Đỗ Hải Đào; Guest: Tần Tuấn Kiệt, Nhậm Gia Luân, Thư Sướng, Dương Tử                                                          |
| 2017 | Cao năng thiếu niên đoàn mùa 1       | Khách mời tập 6              | Regular member: Lưu Hạo Nhiên, Trương Nhất Sơn, Vương Tuấn Khải, Vương Đại Lục, Đổng Tử Kiện; Guest: Cảnh Điềm, Quỷ Quỷ, Kim Thần, Hề Mộng Dao, Dương Tử                      |
| 2018 | Cao năng thiếu niên đoàn mùa 2       | Thành viên cố định           | Regular member: Trương Nhất Sơn, Vương Tuấn Khải, Vương Đại Lục, Đổng Tử Kiện, Dương Tử                                                                                       |
| 2018 | Quán trọ thân thương mùa 2           | Khách mời tập 6,7            | Main host: Lưu Đào, Vương Kha; Regular member: Philip Lau, Vương Hạc Đệ, Mã Tư Siêu, Thẩm Nguyệt; Guest: Dương Tử, Kiều Hân                                                   |
| 2018 | Nhệm vụ ngọt ngào                    | Khách mời                    | Guest: Chu Nhất Long, Tần Lam, Uông Đông Thành, Dương Tử, Trình Tiêu |
| 2019 | Xin nhờ tủ lạnh mùa 5                | Khách mời tập 9,10           | Main host: Hà Cảnh, Vương Gia Nhĩ; Guest: Dương Tử, Mao Bất Dịch |
| 2019 | Nhiệm vụ ngọt ngào                   | Khách mời tập 4              | Guest: Nhậm Gia Luân, Đàm Tùng Vận, Vương Nhất Bác, Dương Tử, Trương Nhược Quân                                                                                               |
| 2019 | Nhà hàng Trung Hoa mùa 3             | Thành viên cố định           | Regular member: Huỳnh Hiểu Minh, Tần Hải Lộ, Lâm Thuật Nguy, Dương Tử, Vương Tuấn Khải                                                                                        |
| 2021 | Hướng về cuộc sống mùa 5             | Khách mời tập 4, 5           | Main host: Huỳnh Lỗi, Hà Cảnh, Trương Nghệ Hưng, Bành Dục Sướng, Trương Tử Phong; Guest: Dương Tử                                                                             |
| 2021 | Manh thám tra án                     | Thành viên cố định           | Regular member: Na Anh, Tôn Hồng Lôi, Sa Dật, Dương Địch, Dương Tử, Hoàng Tử Thao, Tống Á Hiên                                                                                |

## Giải thưởng và đề cử

### Điện ảnh và truyền hình
| Năm  | Giải thưởng                                                   | Hạng mục                                                                | Tác phẩm                                          | Kết quả   |
| 2004 | Giải thưởng Đồng Ngưu lần thứ 12                              | Nữ diễn viên nhí xuất sắc nhất                                          | Nhật ký nữ sinh                                   | Đề cử     |
| 2013 | Giải Kim Phượng Hoàng lần thứ 14                              | Nghệ sĩ mới xuất sắc nhất                                               | Thủ chu nhân                                      | Đoạt giải |
| 2016 | Liên hoan phim Trung Mỹ lần thứ 20                            | Thiên sứ vàng phim truyền hình xuất sắc Trung Quốc                      | Đại giá phong thượng                              | Đoạt giải |
| 2016 | Quốc kịch thịnh điển lần thứ 8                                | Nữ diễn viên đang lên                                                   | Hoan Lạc Tụng                                     | Đoạt giải |
| 2017 | Giải Bạch Ngọc Lan lần thứ 23                                 | Nữ diễn viên phụ xuất sắc nhất                                          | Hoan Lạc Tụng                                     | Đề cử     |
| 2017 | Giải Hoa Đỉnh lần thứ 22                                      | Nữ diễn viên xuất sắc nhất (phim cổ trang)                              | Thanh Vân Chí                                     | Đề cử     |
| 2017 | Lễ trao giải Chất lượng Phim truyền hình Trung Quốc lần thứ 2 | Phối hợp tốt nhất (cùng với Lưu Đào, Tưởng Hân, Vương Tử Văn, Kiều Hân) | Hoan Lạc Tụng                                     | Đoạt giải |
| 2018 | Giải Hoa Đỉnh lần thứ 24                                      | Nữ diễn viên xuất sắc nhất (phim cổ trang)                              | Hương mật tựa khói sương                          | Đề cử     |
| 2018 | Giải thưởng phim truyền hình Kim Ưng Trung Quốc lần thứ 29    | Nữ diễn viên xuất sắc nhất                                              | Hoan Lạc Tụng                                     | Đề cử     |
| 2019 | Giải Hoa Đỉnh lần thứ 26                                      | Nữ diễn viên xuất sắc nhất (phim đương đại)                             | Thân ái, nhiệt ái                                 | Đoạt giải |
| 2019 | Liên hoan phim Điện ảnh Quốc tế Macao lần thứ 11              | Nữ diễn viên phụ xuất sắc nhất                                          | Liệt hỏa anh hùng                                 | Đề cử     |
| 2019 | Liên hoan phim Truyền hình Quốc tế Seoul lần thứ 14           | Bộ phim truyền hình nước ngoài được yêu thích nhất                      | Hương mật tựa khói sương                          | Đoạt giải |
| 2019 | Liên hoan phim truyền hình Sinh viên Trung Quốc lần thứ 8     | Nữ diễn viên phim truyền hình được sinh viên quan tâm nhất              | Thân ái, nhiệt ái                                 | Đoạt giải |
| 2019 | Liên hoan phim Sinh viên Quảng Châu lần thứ 16                | Nữ diễn viên phụ được yêu thích nhất                                    | Liệt hỏa anh hùng                                 | Đoạt giải |
| 2019 | Lễ trao giải Diễn viên Trung Quốc lần thứ 6                   | Nữ diễn viên xuất sắc nhất (hạng mục Ngọc lục bảo)                      | Thân ái, nhiệt ái                                 | Đề cử     |
| 2019 | Kim Cốt Đoá - Liên hoan Phim và Truyền hình mạng lần thứ 4    | Nữ diễn viên xuất sắc nhất                                              | Thân ái, nhiệt ái; Chàng trai Mạc Cách Ly của tôi | Đề cử     |
| 2020 | Giải Bách Hoa lần thứ 35                                      | Nữ diễn viên phụ xuất sắc nhất                                          | Liệt hỏa anh hùng                                 | Đề cử     |
| 2020 | Lễ trao giải Diễn viên Trung Quốc lần thứ 7                   | Nữ diễn viên xuất sắc nhất (hạng mục Ngọc lục bảo)                      |                                                   | Đoạt giải |
| 2024 | Lễ trao giải Bạch Ngọc Lan lần thứ 29                         | Nữ diễn viên chính xuất sắc nhất                                        | Trường Tương Tư                                   | Đề cử     |

### Giải thưởng khác
| Năm  | Giải thưởng                                                                                 | Hạng mục                                                    | Tác phẩm                                          | Kết quả   |
| 2016 | Baidu Fan Appreciation Season                                                               | Nhân vật Giải trí Baidu của năm                             |                                                   | Đoạt giải |
| 2017 | Lễ trao giải video trực tuyến trên truyền hình Weibo (Weibo TV Online Video Award Ceremony) | Nghệ sĩ đột phá                                             |                                                   | Đoạt giải |
| 2017 | Đêm hội Weibo (Weibo Awards Ceremony)                                                       | Nghệ sĩ nổi tiếng                                           |                                                   | Đoạt giải |
| 2018 | Tinh quang đại thưởng (Tencent Video All Star Awards)                                       | Nữ diễn viên truyền hình nổi tiếng của năm                  | Hương mật tựa khói sương                          | Đoạt giải |
| 2018 | Đêm hội Weibo (Weibo Awards Ceremony)                                                       | Phim truyền hình xuất sắc nhất năm 2018                     | Hương mật tựa khói sương                          | Đoạt giải |
| 2018 | Đêm hội Weibo (Weibo Awards Ceremony)                                                       | Nghệ sĩ nổi tiếng                                           |                                                   | Đoạt giải |
| 2018 | Lễ trao giải Thịnh Điển Đầu Đề (Jinri Toutiao Awards Ceremony)                              | Nữ nghệ sĩ đáng chú ý nhất                                  |                                                   | Đoạt giải |
| 2018 | Giải thưởng thời trang Sohu (Sohu Fashion Awards)                                           | Nữ nghệ sĩ nổi tiếng                                        |                                                   | Đoạt giải |
| 2019 | Đại hội Công nghiệp Văn hóa và Giải trí lần thứ 2                                           | Nữ diễn viên xuất sắc nhất (kịch)                           | Thân ái, nhiệt ái                                 | Đoạt giải |
| 2019 | Đại hội công nghiệp văn hóa và giải trí lần thứ 2                                           | Cặp đôi đẹp nhất (với Lý Hiện)                              | Thân ái, nhiệt ái                                 | Đoạt giải |
| 2019 | Tencent Entertainment White Paper                                                           | Nữ diễn viên truyền hình nổi tiếng của năm                  | Hương mật tựa khói sương                          | Đoạt giải |
| 2019 | Tencent Entertainment White Paper                                                           | Bảng Tinh Thôi x Đằng Tấn: Nữ diễn viên truyền hình của năm | Thân ái, nhiệt ái                                 | Đoạt giải |
| 2019 | Đêm hội Gào thét IQiyi (iQiyi All-Star Carnival) lần thứ 8                                  | Nữ thần gào thét                                            |                                                   | Đoạt giải |
| 2019 | Feidian Baidu 2019                                                                          | Minh tinh Phí Độ của năm                                    |                                                   | Đoạt giải |
| 2019 | Giải thưởng Phim & Truyền hình Sina (Sina Film & TV Awards)                                 | Nữ diễn viên xuất nổi tiếng nhất                            | Thân ái, nhiệt ái                                 | Đoạt giải |
| 2019 | Giải thưởng Phim truyền hình Weibo (Weibo TV Series Awards)                                 | Nữ diễn viên xuất nổi tiếng nhất                            | Thân ái, nhiệt ái; Chàng trai Mạc Cách Ly của tôi | Đoạt giải |
| 2019 | Đêm hội Weibo (Weibo Awards Ceremony)                                                       | Nữ thần Weibo                                               |                                                   | Đoạt giải |
| 2019 |                                                                                             |                                                             | Đoạt giải                                         |           |
| 2019 | Giải thưởng thời trang Sohu (Sohu Fashion Awards)                                           | Nữ nghệ sĩ nổi tiếng nhất                                   |                                                   | Đề cử     |
| 2019 | Xếp hạng Phim và Mô hình Vai trò Truyền hình 2018 (Film and TV Role Model 2018 Ranking)     | Nữ chính nổi tiếng của năm                                  | Hương mật tựa khói sương                          | Đoạt giải |
| 2019 | Xếp hạng Phim và Mô hình Vai trò Truyền hình 2019 (Film and TV Role Model 2019 Ranking)     | Nữ nghệ sĩ nổi tiếng nhất                                   |                                                   | Đoạt giải |
| 2019 | Giải thưởng Giải trí NetEase (Netease Entertainment Award)                                  | Nữ diễn viên xuất sắc nhất                                  |                                                   | Đoạt giải |
| 2019 | Biểu đồ dữ liệu ảnh hưởng giá trị Trung Quốc Zaker (China Value Zaker Influence Data Chart) | Nghệ sĩ có giá trị thương mại nhất                          |                                                   | Đoạt giải |
| 2019 | Beijing News Weekly                                                                         | Nhân vật của năm                                            | Thân ái, nhiệt ái                                 | Đoạt giải |
| 2020 | Lễ trao giải Thịnh Điển Đầu Đề (Jinri Toutiao Awards Ceremony)                              | Ngôi sao toàn năng của năm                                  |                                                   | Đoạt giải |
| 2020 | Đêm hội Weibo (Weibo Awards Ceremony)                                                       | Nữ thần Weibo                                               |                                                   | Đoạt giải |
| 2020 | Đêm hội Weibo (Weibo Awards Ceremony)                                                       | Nghệ sĩ nhân khí của năm                                    |                                                   | Đoạt giải |
| 2020 | Tinh quang đại thưởng (Tencent Video All Star Awards)                                       | Ngôi sao VIP                                                |                                                   | Đoạt giải |
| 2021 | Lễ trao giải Chất lượng Phim truyền hình Trung Quốc 2021 đài Đông Phương                    | Ngôi sao chất lượng toàn năng                               | Thân ái, nhiệt ái                                 | Đoạt giải |
| 2021 | Lễ trao giải Chất lượng Phim truyền hình Trung Quốc 2021 đài Đông Phương                    | Ngôi sao tỏa sáng chất lượng                                | Thân ái, nhiệt ái                                 | Đoạt giải |
| 2021 | Đêm hội Weibo                                                                               | Nữ thần Weibo                                               |                                                   | Đoạt giải |
| 2021 | Đêm hội Bazaar Icons (Harper's Bazaar Icons)                                                | Icon nhân khí của năm                                       |                                                   | Đoạt giải |
| 2023 | Đêm hội Weibo                                                                               | Most Expressive Actress                                     |                                                   |           |
| 2023 | Tinh quang đại thưởng (Tencent Video All Star Awards)                                       | Nữ diễn viên phim truyền hình của năm                       | Trường tương tư                                   |           |

### Công nhận
| Năm  | Tạp chí/ Tổ chức                | Hạng mục                                            | Chú thích |
| 2016 | Southern Metropolis Daily       | Tứ tiểu hoa đán thế hệ 9x                           | [ 19 ]    |
| 2018 | Forbes China                    | Top 30 nhân vật ưu Trung Quốc dưới 30 tuổi năm 2017 | [ 20 ]    |
| 2019 | Tân Lãng Powerstar 2019         | Nữ diễn viên có nhân khí cao nhất năm               | [ 21 ]    |
| 2020 | Weibo Entertainment White Paper | Ngôi sao có giá trị thương mại nhất 2020            | [ 22 ]    |

### Forbes China Celebrity 100
| Năm  | Hạng | Ref.          |
| ---- | ---- | ------------- |
| 2017 | 73   | [ 23 ] [ 24 ] |
| 2019 | 24   | [ 25 ] [ 26 ] |
| 2020 | 13   | [ 27 ] [ 28 ] |
| 2021 | 8    | [ 29 ] [ 30 ] |